# Pompei (città antica)
Pompei (in latino Pompeii) è un'antica città, corrispondente all'attuale Pompei, la cui storia ha origine dal IX secolo a.C. per terminare nel 79, quando, a seguito dell'eruzione del Vesuvio, viene ricoperta sotto una coltre di ceneri e lapilli alta circa sei metri. La sua riscoperta e i relativi scavi, iniziati nel 1748, hanno riportato alla luce un sito archeologico che nel 1997 è entrato a far parte della lista dei patrimoni dell'umanità dell'UNESCO, e che è il secondo monumento italiano per visite dopo il sistema museale del Colosseo, Foro Romano e Palatino.

## Storia

### Le origini e il periodo osco, greco ed etrusco
Le prime testimonianze di vita, seppur scarse, nel territorio di Pompei, il cui nome deriva o dal greco pémpo o pompé, oppure dall'osco pompe, risalgono alla fine del IX secolo a.C., quando il popolo degli Opici, seppur in forma ancora non stanziale, occupa il territorio in posizione strategica su un pianoro dall'altezza di quasi trenta metri, formatosi in seguito a una colata lavica del Vesuvio, dalle pareti scoscese a picco sul mare, con veduta su tutto il golfo di Napoli e nei pressi della foce del fiume Sarno, ottima riserva di acqua, vista la mancanza di sorgenti in zona.
I primi insediamenti stabili risalgono invece intorno all'VIII secolo a.C., per opera degli Osci: questi fondano cinque villaggi nella zona, i quali, intorno al VI secolo a.C., si riuniscono in un solo agglomerato, cinto di mura e a controllo di un importante asse viario; iniziano anche i primi scambi commerciali via mare, con la costruzione di un piccolo porto situato nei pressi della foce del fiume. L'abitato osco è da riconoscersi nelle regioni VII e VIII degli scavi di Pompei: questo è stato definibile grazie agli studi stratigrafici effettuati al di sotto delle costruzioni di epoca sannitica e romana, durante i quali sono stati ritrovati frammenti di ceramica per lo più appartenenti a necropoli con tombe di tipo a fossa.

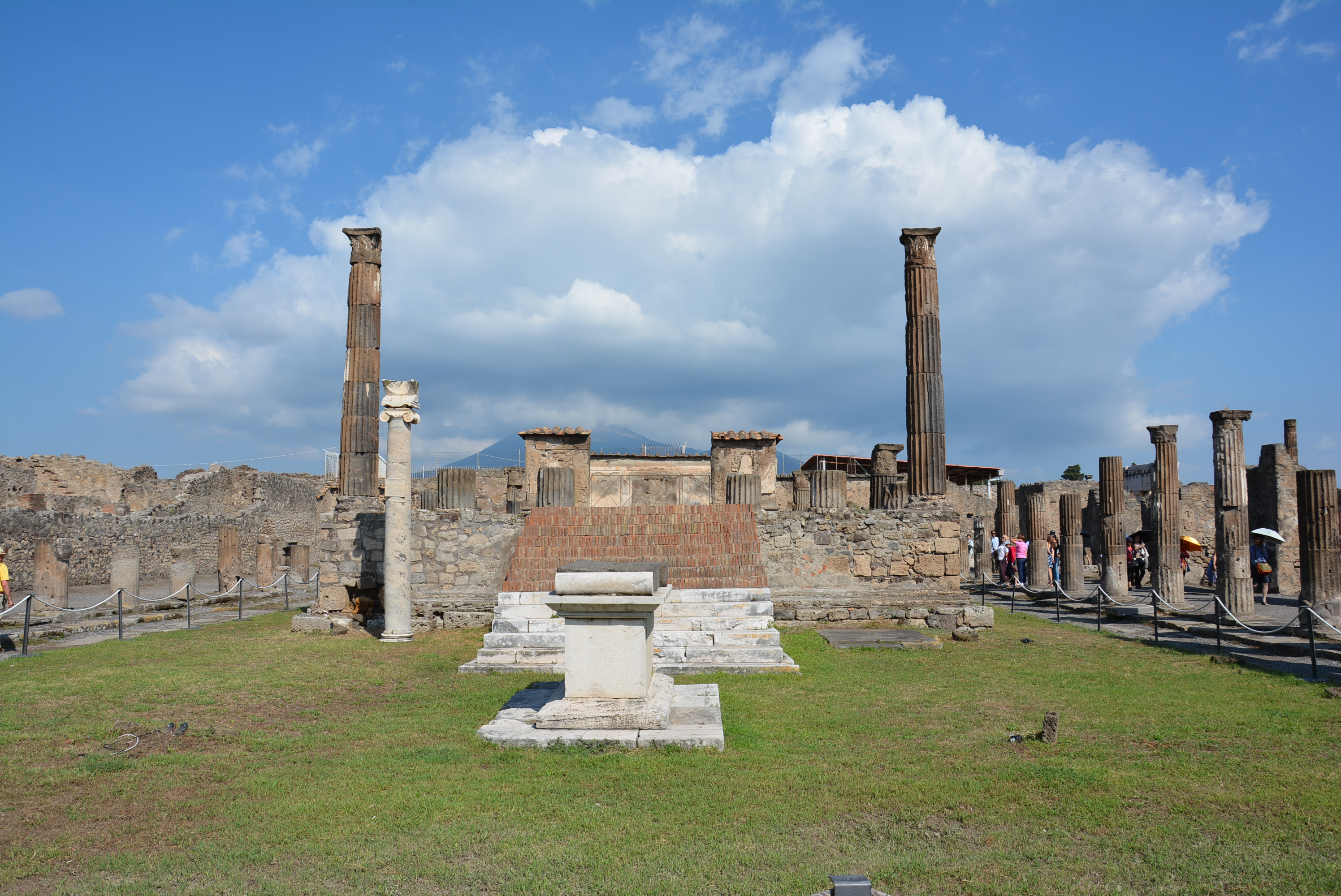
Il Tempio di Apollo, edificato nel periodo etrusco

Con l'arrivo dei Greci in Campania, che fondano la colonia di Pithecusa sull'isola d'Ischia, tra il 780 e il 770 a.C., e quella di Cuma, intorno al 740 a.C., anche Pompei, pur non venendo mai conquistata militarmente, entra nell'orbita del popolo ellenico; la costruzione più importante di questo periodo è quella del Tempio Dorico: questo non viene edificato nei pressi del centro, ma in posizione più isolata, in quello che poi diventerà il Foro Triangolare, poiché l'intenzione dei Greci non è quella di stabilirsi definitivamente a Pompei, ma semplicemente controllare le strade e il porto; nello stesso periodo inoltre viene introdotto il culto di Apollo. Nel 524 a.C., nella Pianura Campana, si assiste all'arrivo degli Etruschi, che fondano Capua: questi alla ricerca di un collegamento con l'entroterra si stanziano anche nella zona di Pompei, trovando nel fiume Sarno la via di comunicazione tra il mare e l'interno; come per i Greci, anche gli Etruschi non conquistano militarmente la città, ma si limitano semplicemente a controllarla: in questo periodo infatti Pompei gode di una sorta di autonomia. Sotto gli Etruschi viene costruito un primitivo foro, che risulta comunque essere una semplice piazza adibita a mercato, viene edificato il tempio di Apollo, nel quale sono ritrovati anche frammenti di ceramica di bucchero, diverse case vengono dotate del cosiddetto atrio tuscanico, tipico di questo popolo, e vengono fortificate le mura.
Dal 474 a.C., momento della sconfitta degli Etruschi da parte dei Cumani, al 424 a.C. Pompei torna nuovamente sotto l'influsso dei Greci: viene restaurato il tempio di Apollo e il tempio di Giove, sono rinforzate le mura nel tratto compreso tra porta Ercolano e porta Vesuvio e viene fondato un nuovo nucleo abitativo, riconosciuto nella regione VI; su quest'ultimo punto gli archeologi hanno espresso pareri discordanti: alcuni sostenevano che l'aspetto della città fosse rimasto immutato fino all'arrivo dei Sanniti, mentre grazie agli studi stratigrafici condotti da Amedeo Maiuri, si è venuti a conoscenza che il quartiere era protetto da mura greche ed era inoltre poco probabile che i Sanniti fossero riusciti a sviluppare un così elevato piano urbanistico, caratterizzato da una rete di strade perfettamente ordinate.

### Il periodo sannita

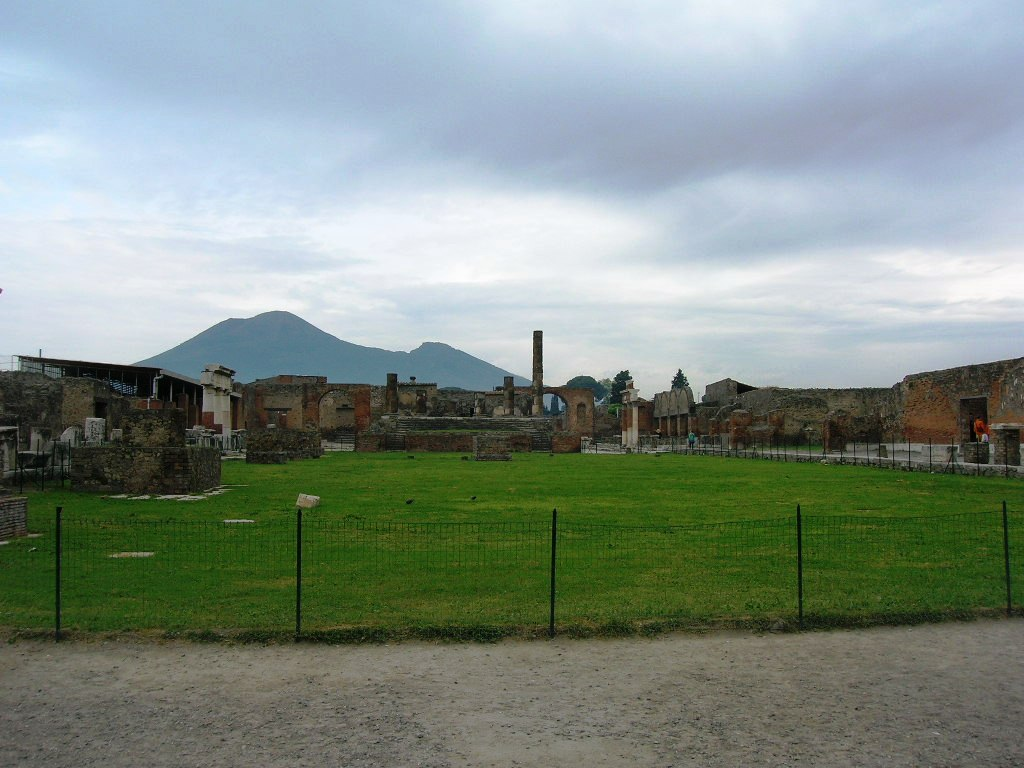
Il foro, edificato nel periodo sannita

Diodoro Siculo e Tito Livio parlano della caduta di Cuma, per opera dei Sanniti, popolo proveniente dalle zone interne dell'Abruzzo e del Molise, alleati dei Romani, tra il 423 e il 420 a.C.: è quindi ipotizzabile che prima di sferrare l'attacco finale ai Greci, tutto il territorio circostante, e quindi anche Pompei, sia stato conquistato intorno al 424 a.C.. Lo scoppio della prima guerra sannitica porta un capovolgimento di fronti, con un'aperta ostilità tra Sanniti e Romani, conclusa con la pace del 340 a.C.: tuttavia già dal 343 a.C. un primo esercito romano era entrato nella piana campana, portando con sé gli usi e costumi della romanità; nella guerra dei Romani contro i Latini, i Sanniti restano fedeli a Roma, mentre nel 310 a.C., quando i Romani muovono guerra contro i Nocerini, i Sanniti pompeiani si schierano a favore di questi ultimi, i quali, dopo una prima vittoria, sono costretti a capitolare: Pompei, pur governata dai Sanniti, entra a tutti gli effetti nell'orbita romana, a cui resta fedele anche durante la terza guerra sannitica e nella guerra contro Pirro.
Per tutto il III e il II secolo a.C. Pompei gode di una certa autonomia: la città vive il suo periodo di massima fioritura ed espansione, raggiungendo il suo perimetro definitivo: vengono costruiti il foro e numerosi edifici, sia pubblici sia privati, dotati di elevata qualità architettonica, così come le mura vengono rinforzate in pietra di Sarno, con l'abbandono del sistema a doppio recinto, che poi entra nuovamente in voga a partire dal II secolo a.C., con l'inserto di pietre di tufo, a seguito delle tensioni dovute all'arrivo di Annibale e allo scoppio della seconda guerra punica. Nonostante l'incertezza politica dovuta a questi eventi e il progressivo migrare di uomini facoltosi verso città più tranquille del Mediterraneo orientale, Pompei continua a godere di una certa floridità dovuta alla produzione e al commercio di vino e olio, con gli scambi che si spingono fino in Provenza e in Spagna, oltre a un'intensa attività agricola svolta nelle fattorie costruite nei dintorni della città.

### Il periodo romano

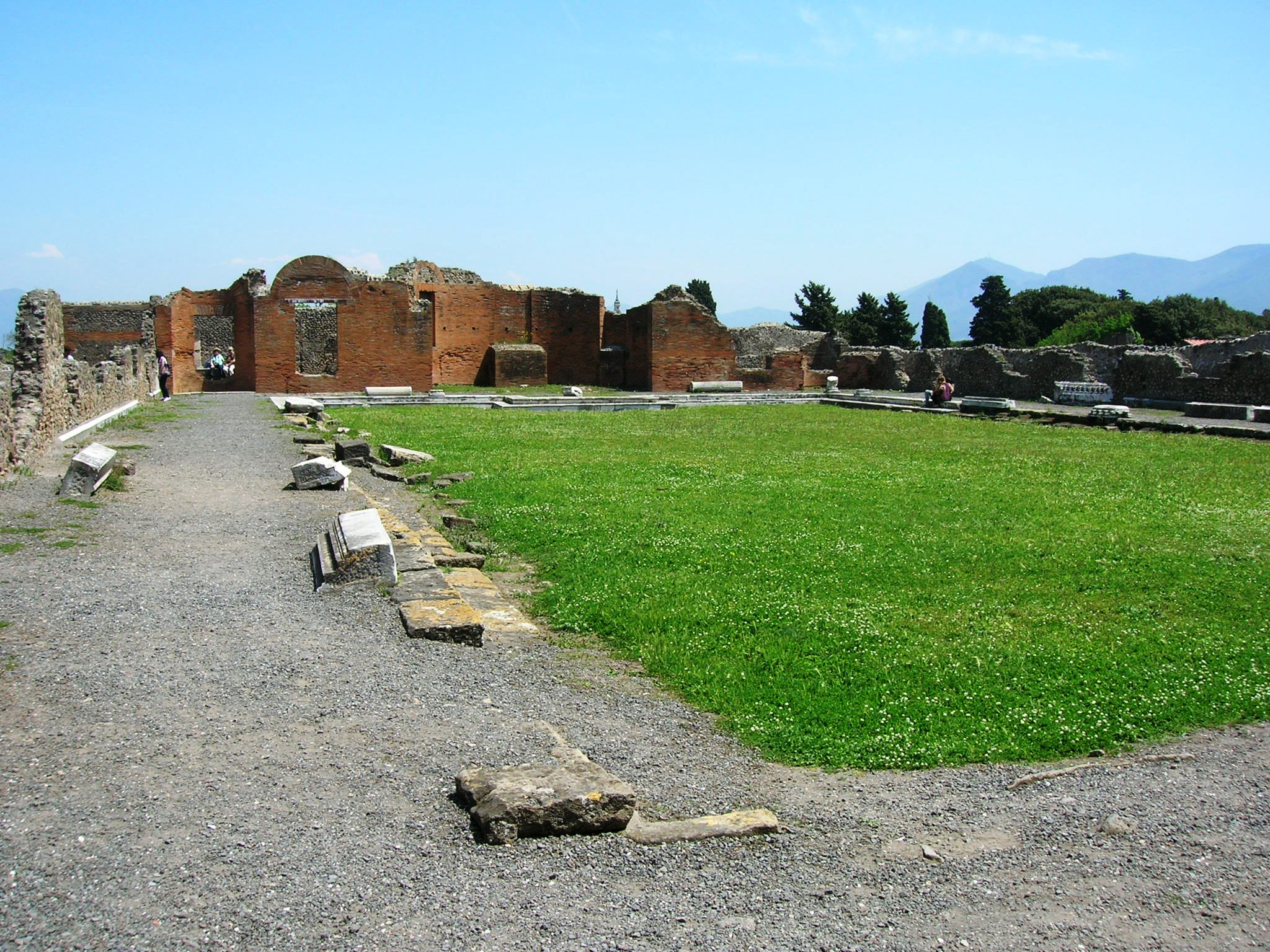
L'Edificio di Eumachia, edificato per esaltare Augusto

I senatori romani, attirati dal territorio fertile e dal clima mite, iniziano a spartirsi i territori intorno alla città: tale situazione, associata all'esclusione del diritto di diventare cittadini romani, porta i pompeiani a schierarsi contro Roma durante la guerra sociale; in vista di una possibile battaglia, vengono fortificate le mura, costruite nuove torri e aperte le porte di Nola, Sarno e Capua e si istruisce un esercito. La risposta romana non tarda ad arrivare: dopo aver conquistato Stabia ed Ercolano, l'esercito, guidato da Lucio Cornelio Silla e di cui faceva, probabilmente, parte anche Marco Tullio Cicerone, si ricongiunge a Pompei, sferrando l'attacco contro le mura della città nei pressi di porta Ercolano e porta Vesuvio, con grossi proiettili di pietra, di cui sono ancora visibili le tracce dei segni lasciati all'interno della muratura; probabilmente, alla lotta partecipa anche una flotta navale. La difesa dei Pompeiani è strenua, aiutati, anche, dai Celti capitanati da Lucio Cluenzio, inviati da Papio Mutilo: i Romani sono, quindi, costretti a ritirarsi, ma, poco dopo, riportano una vittoria contro i Celti nei pressi di Nola, in una battaglia in cui persero la vita circa diciottomila uomini; la resa dei Pompeiani è ormai vicina e nell'estate o nell'autunno dell'89 a.C. la città viene conquistata, tra l'altro in modo quasi pacifico, senza provocare notevoli danni, divenendo a tutti gli effetti romana.
Gli abitanti diventano, quindi, cittadini romani e la città, iscritta nella tribù Menenia, riceve lo stato di municipium, gestita da un Quadrumviro: nell'80 a.C., Publio Cornelio Silla modifica lo stato da municipio a colonia, a cui dà il nome di Colonia Cornelia Veneria Pompeianorum amministrata da un gruppo di homines novi, chiamati a formare, sia l'ordo decurionum, composto dalle ottanta alle cento persone, sia a nominare nuovi magistrati; a questi si affiancano i duoviri e gli edili, eletti dai cittadini aventi i diritti civili, e i sacerdoti, eletti allo stesso modo, eccetto i Sodales Augustales, nominati dall'imperatore stesso. Altra carica è quella dei magistri vici e magistri pagi, addetti, oltre al culto dei Lari, a partecipare alla vita politica, amministrando i vici e i pagi, ossia i quartieri, rispettivamente interni ed esterni alle mura, in cui è divisa la città, che costituiscono anche una sorta di distretti elettorali, ognuno con un proprio nome, a volte deducibile dai manifesti elettorali dipinti sulle facciate degli edifici, come il quartiere dei Forenses, quello dei Campanienses o dei Salinienses. Scompaiono inoltre dalla magistratura personalità sannitiche e i patrizi subiscono numerose confische, soprattutto appezzamenti terrieri, per poi essere assegnati ai veterani di Silla: questi, quindi, costruiscono numerose fattorie formando una sorta di quartiere suburbano, probabilmente già esistente precedentemente, che prende il nome di Pagus Augustum Felix Suburbanus, localizzato nella zona delle odierne città di Boscoreale, Boscotrecase e Terzigno, dove convivono coloni e indigeni. La conquista romana, tuttavia, non muta particolarmente lo stile di vita pompeiano: la lingua ufficiale diventa il latino, ma si continuano a parlare l'osco e il greco, come testimoniato dal ritrovamento di alcuni graffiti; le unità di misura continuano a essere, per circa mezzo secolo, quelle osche fino alla definitiva introduzione del piede romano.

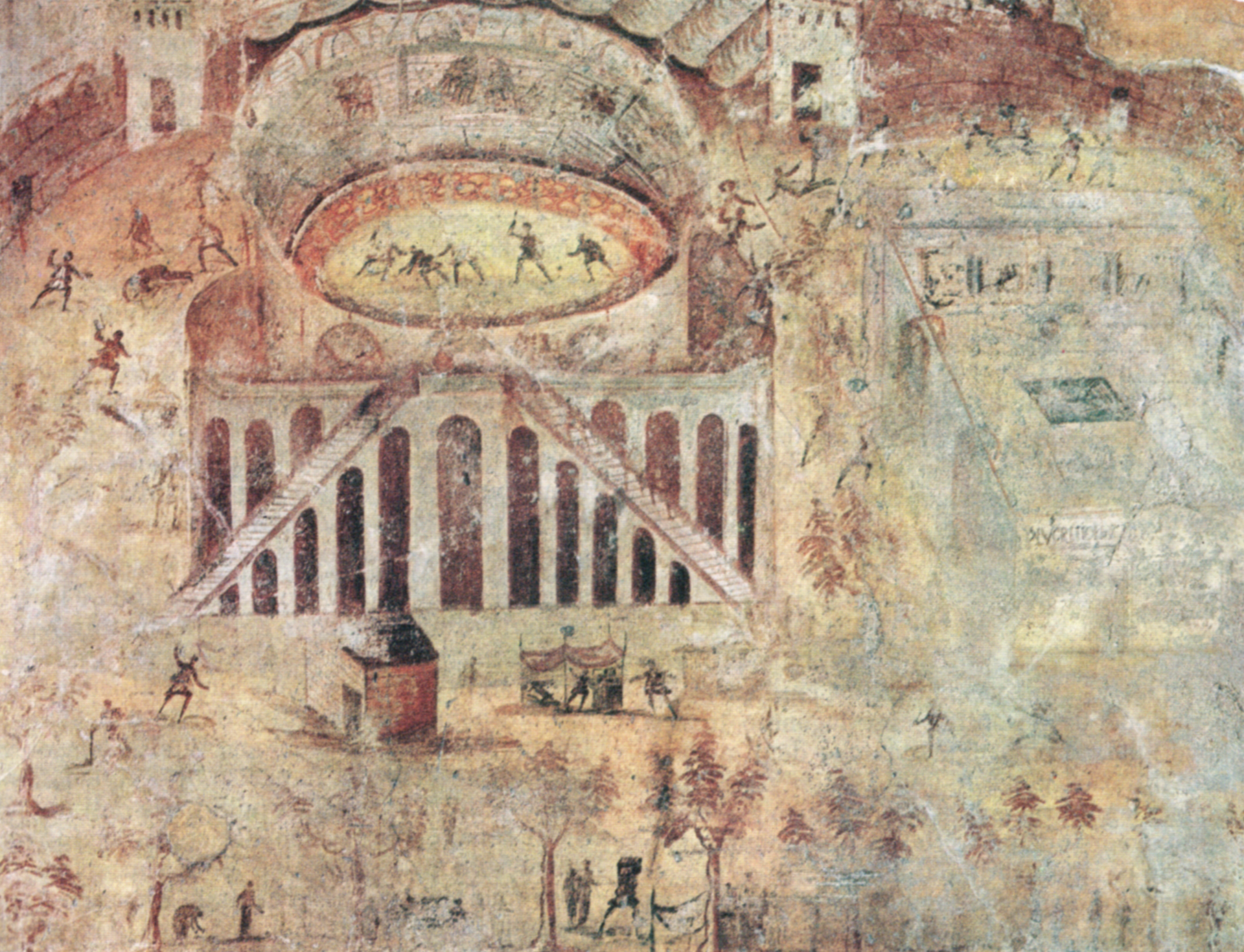
Affresco raffigurante la rissa tra Pompeiani e Nocerini

Un forte impulso alla romanizzazione viene dato dalla salita al potere di Augusto nel 27 a.C.: sono sostituite le truppe sillane con quelle augustee, vengono riammesse le vecchie famiglie sannitiche che nel frattempo, tramite matrimoni e adozioni, si sono imparentate con quelle romane e numerosi patrizi portano in città ricchezze terriere e attività commerciali, affiancate da nuovi modelli architettonici e artistici che hanno come tema centrale la figura di Augusto, facendo diventare Pompei il luogo di villeggiatura prediletto del patriziato romano. Il Teatro Grande viene restaurato dagli Holconii e dedicato ad Augusto, la sacerdotessa Eumachia costruisce una sorta di nuova basilica, chiamata Edificio di Eumachia, che ospita statue dedicate alla famiglia augustea e addirittura viene dedicato un tempio alla Fortuna Augusta: oltre alla costruzione dell'acquedotto del Serino, allacciato a Pompei tramite una condotta secondaria, il periodo di pace favorisce i commerci della città, soprattutto quello di tipo marittimo grazie allo sviluppo del porto, con l'esportazione, tra cui quella di vino, specie nella Gallia meridionale, ma anche l'importazione di numerosi prodotti stranieri.
Un periodo di crisi, la cui causa rimane sconosciuta, si verifica alla fine dell'impero di Caligola, tanto che, nel 40, è lo stesso imperatore a diventare duoviro, mentre, sotto Claudio, tra il 41 e il 52, non vengono menzionati né magistrati, né al nuovo imperatore è dedicata alcuna statua, se non due basi di marmo nel tempio della Fortuna Augusta. Sotto Nerone, in particolare fino al 59, la vita cittadina procede tranquilla: tuttavia, una violenta rissa tra Pompeiani e Nocerini, avvenuta nell'Anfiteatro, provoca numerosi morti e, in conseguenza, in quanto la vicenda ha una forte eco anche a Roma, come riferito anche negli Annales di Publio Cornelio Tacito, viene disposta la chiusura dello stesso edificio per dieci anni e lo scioglimento di tutte le associazioni illegali; la causa dello scontro è da ricercarsi, o nel fatto che l'imperatore, nel 57, ha modificato lo stato di Nocera in colonia, arrecando danni economici a Pompei, o per motivi di ordine politico.

### Il terremoto del 62 e l'eruzione del 79

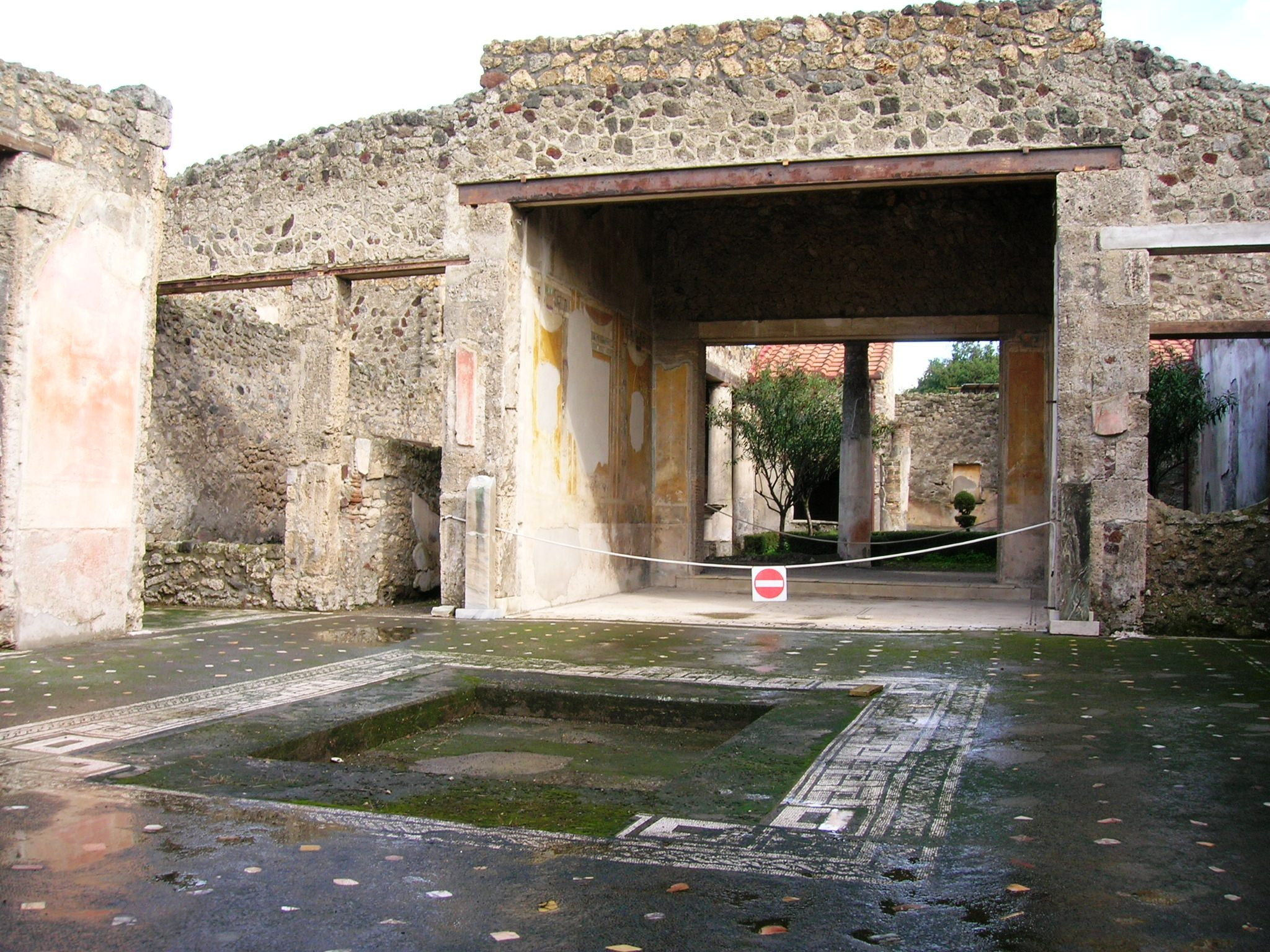
La Casa di Lucio Cecilio Giocondo, all'interno della quale sono stati ritrovati affreschi raffiguranti i danni provocati dal sisma del 62

Il 5 febbraio del 62 un violento terremoto, di intensità stimata pari al V-VI grado della scala Mercalli, con epicentro nella vicina Stabiae, colpisce anche Pompei e la piana circostante provocando numerosi danni e crolli: se ne ha testimonianza grazie alla rappresentazione negli affreschi della casa di Lucio Cecilio Giocondo, in particolar modo si notano i danni a porta Vesuvio, al Castellum Aquae, al foro e al tempio di Giove; il terremoto ha un impatto negativo sulla vita cittadina: molte delle personalità più ricche, temendo per la propria incolumità, si trasferiscono in altre zone, mentre il commercio cala bruscamente. Pompei diventa quindi un cantiere dove l'attività principale è quella della ricostruzione: non mancano esempi di speculazione edilizia e molti si arricchiscono con gli affitti o con gli appalti dei lavori di restauro; non si è a conoscenza se gli imperatori Nerone e Vespasiano abbiano in qualche modo finanziato la ricostruzione, ma sta di fatto che le ricchezze accumulate nel corso degli anni dagli abitanti favorisce l'edificazione di edifici lussuosi, spesso rivestiti di marmi: in poco tempo sono restaurate le regioni VI e VIII, quelle a più alta densità residenziale, oltre al tempio di Iside, grazie alle offerte di un liberto.
Nel decennio a seguito del terremoto non mancano tuttavia disordini di tipo politico e amministrativo: Vespasiano infatti è costretto a inviare a Pompei il tribuno Titus Suedis Clemens, per risolvere alcune situazioni legate al possesso abusivo di terreni municipali da parte di privati.
Non sono stati completati ancora i lavori di ristrutturazione, quando la mattina del 24 agosto o comunque in un periodo compreso tra agosto e novembre del 79, una violenta eruzione del Vesuvio pone definitivamente fine alla vita di Pompei: anticipata dai giorni precedenti da scosse di terremoto, una nuvola a forma di pino si alza dalla sommità del vulcano, fino a che, intorno alle 13, un boato annuncia la rottura del tappo di magma solidificato che ostruisce il cratere, dando inizio a una incessante pioggia di ceneri e lapilli sulla città, la quale in circa cinque ore raggiunge l'altezza di un metro, provocando i primi crolli dei tetti; intorno alle 6 del giorno successivo, quando l'altezza del materiale vulcanico è pari a due metri, un flusso piroclastico raggiunge le mura di Pompei: a questo ne segue un altro intorno alle 7, bissato pochi minuti dopo, e un ultimo, più potente, intorno alle 8, causando definitivamente la morte di tutti quelli che erano sopravvissuti. Alle 10 la furia eruttiva inizia a indebolirsi, anche se la pioggia di ceneri continua per altri quattro giorni, poi l'evento termina definitivamente: Pompei è seppellita sotto una coltre di circa sei metri di materiale vulcanico, dal quale affiorano solo resti di colonne e la parte più alta degli edifici. Non si conosce il numero preciso di abitanti della città nel 79; secondo alcune stime questi variano da seimila a ventimila e il numero di vittime ritrovate si aggira intorno a millecentocinquanta: a questo dato va comunque aggiunta la parte di città ancora da esplorare e si calcola che in totale le vittime possano essere circa milleseicento; è da considerare inoltre che la maggior parte della popolazione è riuscita a mettersi in salvo, scappando, ai primi stadi dell'eruzione.

Il Vesuvio in attività in una foto degli inizi del XX secolo

Delle circa millecentocinquanta vittime accertate, trecentonovantaquattro sono state ritrovate negli strati di lapilli inferiori, morte quasi tutte all'interno di edifici crollati sotto il peso dei materiali vulcanici che si sono depositati sui tetti, mentre altri seicentocinquanta sono stati ritrovati nella parte superiore dei depositi piroclastici, morti esternamente, raggiunti dalle nubi ardenti nella seconda fase dell'eruzione. Molti Pompeiani cercano di sfuggire alle ceneri e ai lapilli coprendosi la bocca con un cuscino; quelli che cercano rifugio scappando verso porta Ercolano trovano morte sicura, mentre la salvezza è più probabile per chi scappa attraverso porta Stabia e quindi via mare, anche se la spiaggia è battuta da onde, provocate dai continui terremoti, e le barche sono andate quasi tutte distrutte. A seguito degli scavi archeologici e con l'utilizzo della tecnica dei calchi è stato possibile ricomporre gli ultimi instanti di vita di alcune persone, come ad esempio quelli di una donna che portava con sé numerosi gioielli, accompagnata da una fanciulla quattordicenne con la testa avvolta in un lenzuolo, quelli di un mendicante con un bastone e una bisaccia ripiena di generi alimentari, quelli di una coppia di sposi che si tiene per mano, quelli di un uomo, forse un atleta, con in mano un flacone di olio, quelli di un gruppo di tredici persone, tra cui uno schiavo, due bambini e una donna inferma, quelli dei sacerdoti del tempio di Iside, uno dei quali ritrovato con un carico d'oro, probabilmente il tesoro del tempio e quelli di un gruppo di schiavi ritrovati in una stanza di quattro metri quadrati con ossa spezzate, dopo aver cercato di fuggire tramite una scala dal tetto. Oltre a esseri umani trovano la morte anche animali: tra gli esempi più notevoli quello di un cane, che cerca di liberarsi dal suo guinzaglio.
Terminata l'eruzione, il Vesuvio si presenta con una nuova forma, ossia due cime e un nuovo cono: tutta la zona circostante a Pompei è ricoperta da una coltre bianca, il fiume Sarno a stento riesce a scorrere e la linea di costa si è modificata, protraendosi verso il mare. L'imperatore Tito invia in Campania una delegazione di soccorsi e interdice la zona al transito: inoltre dispone che tutte le proprietà rimaste senza eredi siano smantellate e i materiali riutilizzati per la costruzione, permettendo quindi il recupero di marmi, tubature di piombo, statue e ogni sorta di ricchezza che viene ritrovata, attraverso lo scavo di cunicoli; non mancano comunque episodi di sciacallaggio che si susseguono nei periodi immediatamente dopo l'eruzione. La maggior parte della popolazione lascia definitivamente il territorio pompeiano: alcuni superstiti però fanno ritorno, stabilensodi principalmente nei piani alti delle case che emergevano dai materiali vulcanici. Intorno al 120 viene ripristinata nei pressi di Pompei la viabilità verso Stabiae e Nocera per volere di Adriano: tuttavia Pompei non rinasce come un vero e proprio centro abitato e a partire dal IV secolo si svuota definitivamente con il resto delle rovine che venne inglobato nella vegetazione, scomparendo definitivamente.

## Urbanistica

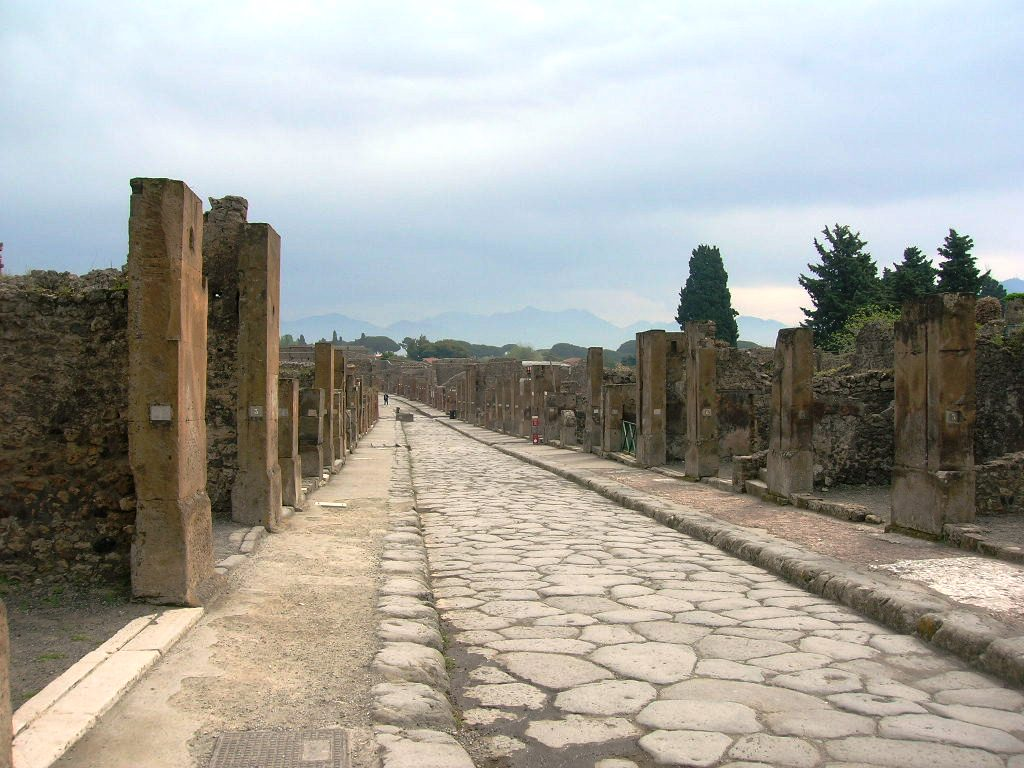
Via dell'Abbondanza, la strada principale di Pompei

L'antica Pompei viene fondata su un pianoro alto circa quaranta metri, formatosi a seguito di un'antica eruzione del Vesuvio e che in epoca moderna prende il nome di Civita: questo è a ridosso del mare, con pareti scoscese e quindi facilmente difendibile, e costeggiato dal fiume Sarno, che sfocia lungo la vicina costa; il primo nucleo di Pompei è da ritenersi fondato nei pressi del foro.
L'assetto urbanistico ricalca il modello proposto da Ippodamo da Mileto, anche se non è seguito alla perfezione: mancano sovente l'uso di angoli retti e le dimensioni degli isolati non sono costanti; Pompei si estende per circa sessantasei ettari ed è circoscritta in una cinta muraria lunga tre chilometri e duecento metri: in questa si aprono sette porte, più una la cui esistenza è ancora incerta, in quanto situata in una zona ancora da esplorare, e si innalzano dodici torri. A seguito della conquista dei Romani, le mura diventano inutili e piuttosto che abbatterle si preferisce costruire all'esterno di esse: tuttavia ciò è visibile solo nei pressi di porta Marina dove vengono edificate le Terme Suburbane e la villa Imperiale; sempre esternamente alla cinta muraria si trovano, nei pressi delle porte, le necropoli, oltre a diverse ville d'otium come villa dei Misteri, mentre il porto è situato a circa un chilometro da porta Stabia e ancora una zona, verso nord, chiamata Pagus Augustum Felix Suburbanus, dove sorgono numerose ville rustiche, un'altra chiamata Oplontis o Pagus Salinienses, sede di ville d'otium e complessi termali e un'altra, verso est, denominata Pagus Urbulanus. All'interno delle mura, la città, a seguito degli scavi, per volere di Giuseppe Fiorelli, viene divisa in nove zone, chiamate regiones, che corrispondono grosso modo agli antichi quartieri romani, a loro volta divise in insulae: ogni regione aveva una propria festa rionale, programmi elettorali e caratteristiche commerciali.

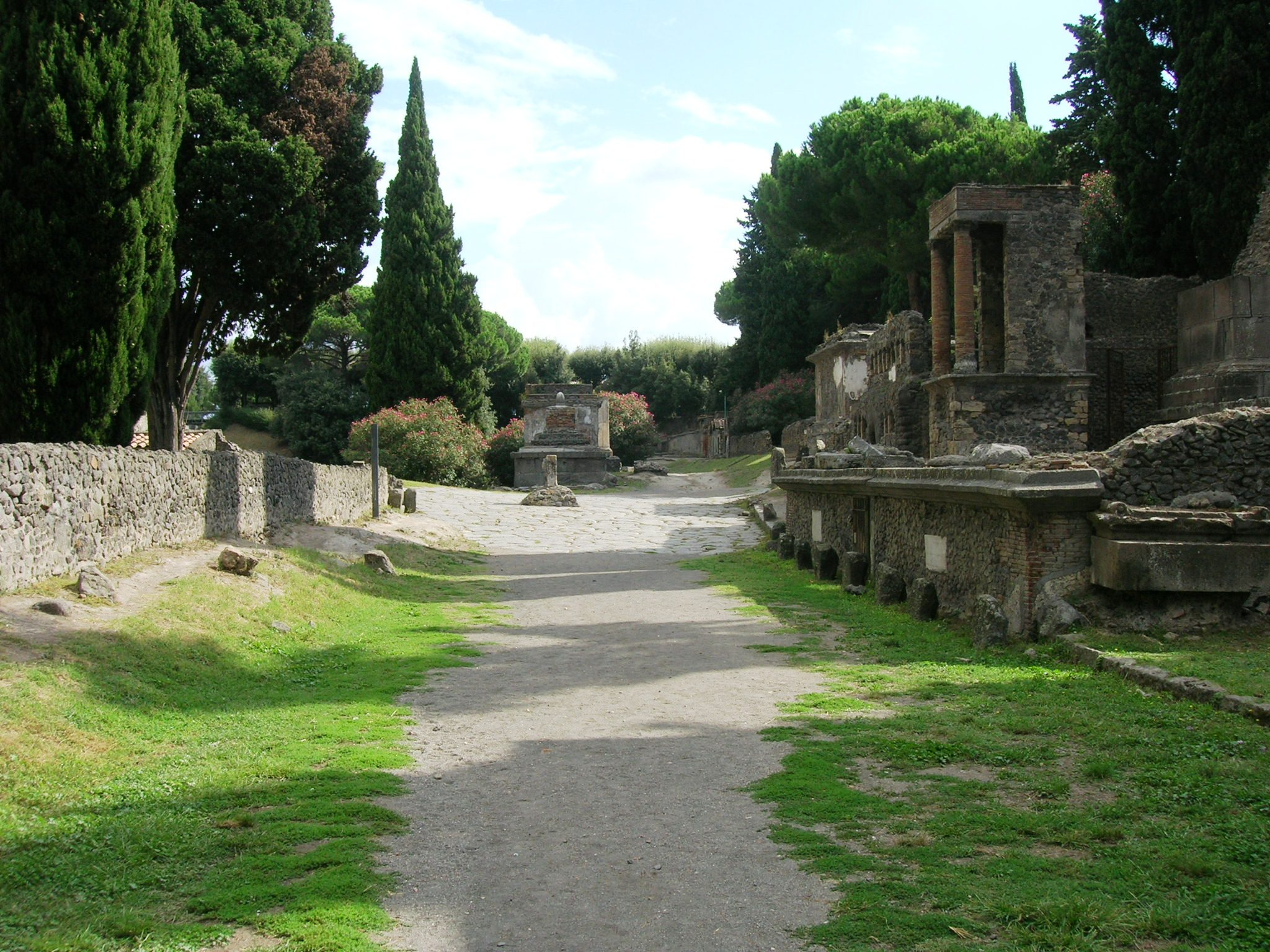
Necropoli di Porta Nocera

La rete stradale, in particolare le vie maggiori, costituita da due decumani e due cardini, è organizzata in modo tale da mettere in comunicazione i complessi monumentali della città con le porte e, quindi, con le zone extraurbane: in origine, queste erano realizzate direttamente sul banco tufaceo e, solo alla fine del II secolo a.C., lastricate in basalto lavico; con l'arrivo dei Romani, inoltre, sono costruiti alti marciapiedi, realizzati con gli scarti dell'edilizia, pavimentati per opera dei privati e, per l'attraversamento da un marciapiede all'altro, vengono posti, al centro della carreggiata, blocchi di pietra in forma ovoidale in modo tale da permettere anche il passaggio dei carri.
Il luogo principale della città è rappresentato dal foro, completamente pedonalizzato, intorno al quale si affacciano gli edifici più importanti della città, come il Macellum, la basilica, gli Edifici della Pubblica Amministrazione e diversi templi; il divertimento è assicurato dall'Anfiteatro, nel quale avvenivano giochi circensi e combattimenti tra i gladiatori, il Teatro Grande e il Teatro Piccolo, dove erano rappresentati commedie, mimi, spettacoli musicali e poesie; la cura del corpo è invece affidata a diversi complessi termali come le Terme Stabiane, le Terme del Foro, le Terme Centrali, le Terme Repubblicane, le Terme di Sarno e le Terme Suburbane: a questo si aggiunge anche lo svago sessuale con la presenza di oltre venticinque lupanari. L'attività militare, oltre alla Schola Armatorum, si svolge nella Palestra Grande e nella Palestra Sannitica mentre l'attività religiosa si pratica in diversi templi, come il tempio di Giove, il tempio di Apollo, il tempio di Venere, il tempio di Iside, il santuario dei Lari Pubblici, il tempio di Vespasiano e il tempio della Fortuna Augusta, questi ultimi due dedicati all'imperatore. La principale attività lavorativa svolta a Pompei è quella del commercio: in origine il luogo di tale pratica è rappresentato dal Foro, mentre a partire dal II secolo a.C., l'attività si sposta lungo via dell'Abbondanza.

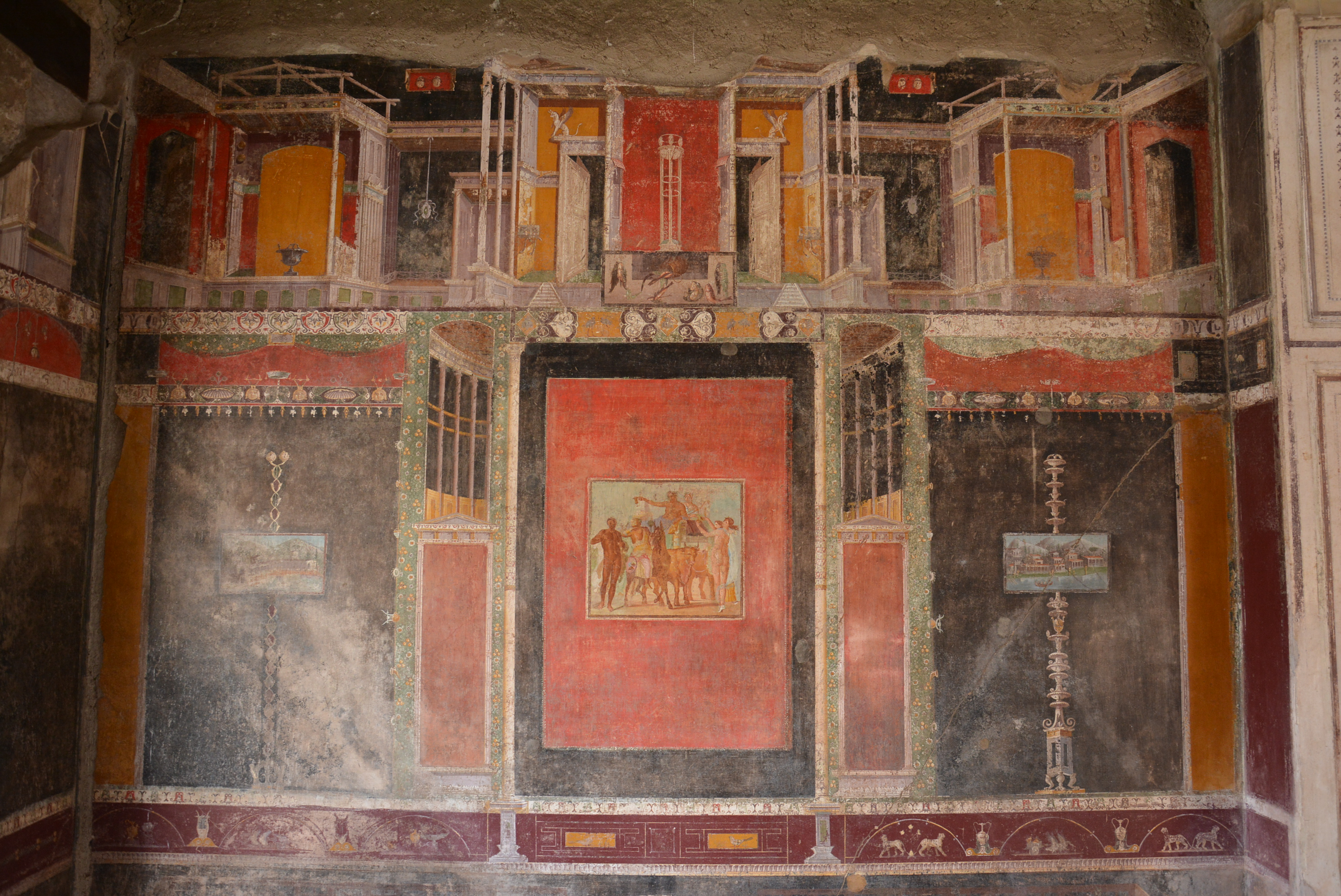
Affreschi della casa di Marco Lucrezio Frontone

La vendita è quella dei prodotti agricoli, ma anche di vino, talvolta servito caldo, olio, frutta, verdura e cereali: non mancano, infatti, frantoi per le olive e per il grano, e numerosi forni per la cottura del pane, prodotto in circa dieci qualità a cui si aggiunge anche la produzione di un biscotto per cani. Presso le porte cittadine sorgono stalle e alberghi, mentre sulle vie principali sono ubicate osterie e thermopolia: importante anche la pesca e la produzione di lana; le lampade venivano importate dall'Italia settentrionale, mentre il vasellame dalla Gallia e dalla Spagna. Plinio il Vecchio sosteneva che nella zona di Pompei venissero coltivati oltre cento tipi di piante commestibili diverse e, pochi anni prima dell'eruzione, era stata anche introdotta la coltivazione del ciliegio, albicocco e pesco: prodotto tipico era il garum, una sorta di salsa di pesce.

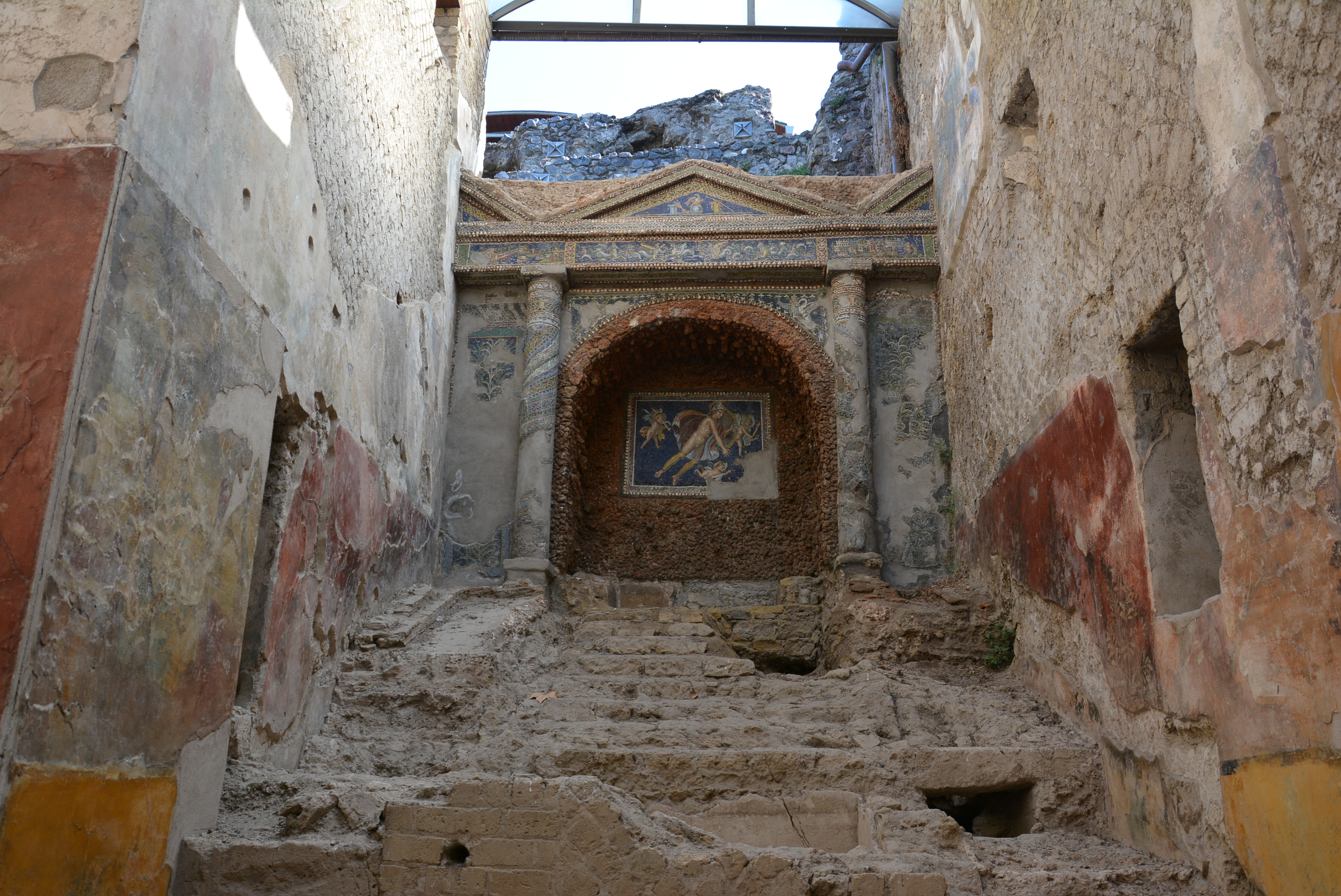
Fontana delle Terme Suburbane

La casa pompeiana segue prevalentemente lo schema lasciato dai Sanniti, ripreso poi anche dai Romani: questi ultimi si limitano a decorare gli ambienti con pitture che fanno di Pompei un esempio unico al mondo; si distinguono quattro tipi di pitture: il primo stile che va dal 150 all'80 a.C., caratterizzato da riquadri che tendono a riprodurre marmi colorati, il secondo stile che va dall'80 al 14 a.C., in cui compaiono le prospettive architettoniche, il terzo stile che va dal 14 a.C. al 62, dominato dal gusto decorativo, e il quarto stile, che inizia nel 62 fino al 79, con architetture e prospettive irreali, in cui abbondano elementi ornamentali. Oltre alla pittura, nelle case sono presenti anche i mosaici, che, così come le pitture, riproducevano sovente temi dell'antica Grecia, mentre i capitelli delle colonne sono dorici, ionici, corinzi e compositi. La muratura delle case è realizzata, in un primo momento, con opera quadrata e incerta, si passa poi ai blocchi di tufo, all'opera reticolata e, infine, si arriva all'uso del mattone, quindi all'opera laterizia. Spesso, sui muri esterni delle case, sono stati ritrovati manifesti elettorali: venivano realizzati con scritte a grandi lettere in rosso e nero, con il nome del candidato seguito da uno slogan; talvolta erano, anche, scritte di buon augurio. Poche sono, invece, le case con acqua corrente: questa veniva conservata in ogni edificio tramite delle cisterne; Pompei viene anche collegata all'acquedotto del Serino: l'acqua affluisce al Castellum Aquae e attraverso un sistema di tubature viene fornita a diverse zona della città, per lo più alle terme, alle fontane pubbliche e alle case più ricche; mancano quasi del tutto le fognature, eccetto quelle presenti nelle latrine pubbliche, mentre le case sono dotate di pozzi assorbenti.

## Scavi archeologici

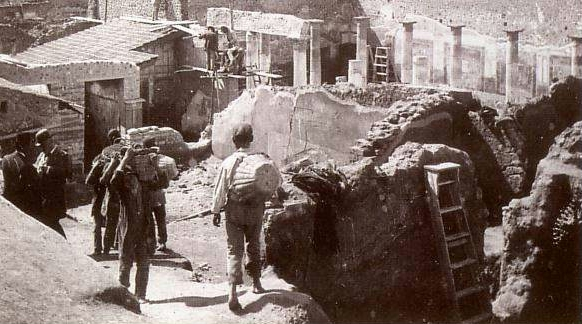
Attività di scavo alla fine del XIX secolo

I primi scavi nella zona dell'antica Pompei si sono svolti nel 1748, a seguito della scoperta di Ercolano, per volere della dinastia borbonica, impiegando gli ingegneri Roque Joaquín de Alcubierre, Karl Jakob Weber e Francesco La Vega: i primi ritrovamenti avvengono nella zona dell'Anfiteatro, anche se gli esploratori sono convinti di essere sulle tracce dell'antica Stabia; si capirà di essere a Pompei solo nel 1763 quando viene ritrovata un'epigrafe sulla quale viene chiaramente fatto riferimento alla Res Publica Pompeianorum. Le prime esplorazioni vengono fatte tramite l'utilizzo di cunicoli sotterranei ed è solo con la salita al trono di Ferdinando I delle Due Sicilie che avvengono i primi scavi a cielo aperto.
All'inizio del XIX secolo, a seguito di disordini di ordine politico, le indagini vengono sospese e un nuovo impulso sarà dato solo dall'arrivo di Gioacchino Murat: è proprio la moglie di questi a cominciare un'opera di pubblicizzazione del sito in tutta Europa, tant'è che Pompei diventa una tappa obbligata del Grand Tour. L'ultimo periodo di dominazione borbonica è segnato da una stasi nell'attività di scavo; questa viene ripresa solamente con l'unità d'Italia: sono, infatti, archeologi come Giuseppe Fiorelli, Vittorio Spinazzola e Amedeo Maiuri a riportare alla luce la città nella sua quasi totale interezza, poi la continua mancanza di fondi porta per lo più alla conservazione del patrimonio recuperato che a nuovi a scavi; i bombardamenti della seconda guerra mondiale provocano, in alcuni casi, ingenti danni alle rovine, mentre nel 1997, l'area archeologica, insieme a quella di Ercolano e Oplonti, viene dichiarata dall'UNESCO patrimonio dell'umanità. Nel 2012 parte il Grande Progetto Pompei, che mira al restauro e alla messa in sicurezza del sito.
Tutti i ritrovamenti di reperti, a cui si aggiungono le pitture e i mosaici staccati in epoca borbonica, vengono originariamente conservati alla Reggia di Portici, per poi essere trasferiti nella collezione di antichità all'interno del museo archeologico nazionale di Napoli; altri reperti sono ospitati nell'antiquarium di Pompei e nell'antiquarium di Boscoreale.

## Cultura di massa

Dipinto di Brjullov

Pompei e, soprattutto, l'eruzione che ha interessato la città, sono al centro di numerose opere artistiche, letterarie e cinematografiche.
Uno dei più celebri dipinti ispirati all'eruzione del Vesuvio è Gli ultimi giorni di Pompei, dipinto fra il 1827 e il 1833 dal pittore russo Karl Pavlovič Brjullov, a sua volta ispirato dall'omonima opera di Giovanni Pacini.
Tra i romanzi principale quello del 1834 di Edward Bulwer-Lytton, intitolato Gli ultimi giorni di Pompei, uno del 1852 scritto da Théophile Gautier e intitolato Arria Marcella, una serie di romanzi per bambini scritti da Caroline Lawrence e intitolati I misteri romani ed ancora, un altro chiamato Pompei e scritto da Robert Harris nel 2003, il quale narra le vicende di un dipendente dell'acquedotto del Serino: nella storia compaiono anche Plinio il Vecchio, Plinio il Giovane e viene fatto riferimento alla piscina mirabilis di Bacoli. Riferimenti a Pompei vengono fatti anche nel primo libro del Cambridge Latin Course dove viene narrata la storia di un uomo residente a Pompei, Lucius Caecilius Iucundus, vissuto durante il periodo di Nerone e Vespasiano, morto, insieme alla sua famiglia, a seguito dell'eruzione del Vesuvio del 79.
Tanti i titoli di film che si sono ispirati al romanzo di Edward Bulwer-Lytton e tutti chiamati Gli ultimi giorni di Pompei: quello del 1900 diretto da Walter R. Booth, quello del 1913 diretto da Mario Caserini, quello del 1926 diretto da Carmine Gallone, e ancora, uno del 1935 diretto da Merian C. Cooper ed Ernest Beaumont Schoedsack, uno del 1950 diretto da Marcel L'Herbier e Paolo Moffa e uno del 1959 in principio diretto da Mario Bonnard e poi concluso da Sergio Leone, girato tra Madrid e gli studi di Cinecittà a Roma; dello stesso titolo è inoltre una miniserie del 1984, mentre un'altra chiamata Pompei è stata realizzata nel 2007 per la regia di Giulio Base e protagonisti Lorenzo Crespi e Andrea Osvárt. Altro film del 2014, anticipato da un documentario prodotto dal British Museum, intitolato Pompei, del regista Paul William Scott Anderson, incentra la trama su una storia d'amore, terminata con la morte dei protagonisti a seguito della furia eruttiva; nella serie Doctor Who, nell'episodio Le fiamme di Pompei, i protagonisti scoprono che l'eruzione è stata causata per evitare un'invasione aliena.
In una canzone del 2013, Pompeii, del gruppo britannico Bastille, è narrata la storia di un uomo di Pompei in cerca di salvezza dall'eruzione del Vesuvio.